# Sippvårtor
Sippvårtor (Synchytrium anemones) är en svampart som först beskrevs av Augustin Pyrame de Candolle, och fick sitt nu gällande namn av Woronin 1868. Sippvårtor ingår i släktet Synchytrium och familjen Synchytriaceae.  Arten är reproducerande i Sverige. Inga underarter finns listade i Catalogue of Life.